# Skalice (ort i Tjeckien, Södra Mähren)
Skalice är en ort i Tjeckien.   Den ligger i regionen Södra Mähren, i den sydöstra delen av landet, 180 km sydost om huvudstaden Prag. Skalice ligger 228 meter över havet och antalet invånare är 548.
Terrängen runt Skalice är platt. Runt Skalice är det ganska glesbefolkat, med 50 invånare per kvadratkilometer. Närmaste större samhälle är Znojmo, 17,6 km sydväst om Skalice. Trakten runt Skalice består till största delen av jordbruksmark.